# Clasmodosaurus
Clasmodosaurus ("ještěr s neúplnými zuby") je pochybný rod sauropodního dinosaura, který žil v oblasti dnešní argentinské Patagonie (provincie Santa Cruz) v období svrchní křídy. Je znám pouze na základě tří fosilních zubů ze sedimentů souvrství Cardiel, proto se jedná o nomen dubium (pochybné vědecké jméno). Formálně tento taxon popsal argentinský paleontolog Florentino Ameghino v roce 1898.

## Historie
Původně byl původce polygonálně tvarovaných zubů považován za dravého teropodního dinosaura ze skupiny Coelurosauria, teprve od roku 1986 je bezpečně známo, že se jednalo o sauropoda. Přesnější taxonomické vazby a podoba tohoto dinosaura ale nejsou známé. Pravděpodobně představoval jednoho z mnoha patagonských titanosaurů, běžných v období pozdní křídy. Tvar a struktura jeho zubů byla nicméně podobná zubům druhu Bonitasaura salgadoi.